# Camponotus agonius
Camponotus agonius é uma espécie de inseto do gênero Camponotus, pertencente à família Formicidae.